# Bahía de Kazantip
La bahía de Kazantip (en ucraniano: Казантипська затока, en ruso: Казантипский залив), es una pequeña bahía de Ucrania del mar de Azov situada en la costa norte de la península de Kerch, perteneciente a la península de Crimea. Va desde el cabo Kazantip hasta el cabo Changai. 
La bahía es uno de los lugares más singulares de la costa del mar de Azov. Según la UNESCO, este rincón de la naturaleza figura entre los diez primeros lugares más limpios del planeta.
En la costa de la bahía se encuentran varias playas con poca gente, con paisajes totalmente naturales y limpios, ideales para amantes de la naturaleza. Además hay playas nudistas y varias playas para pescar.